# Jiangsu Suning
Jiangsu Football Club (chiń. 江苏足球俱乐部; pinyin Jiāngsū Zǔqiū Jūlèbù), dawniej jako Jiangsu Sainty FC (2000–2016) oraz Jiangsu Suning FC (2016–2021) – chiński klub piłkarski mający siedzibę w mieście Nankin. Klub występował w Chinese Super League. Został założony w 1958 roku z drużyny Jiangsu Provincial Team. W 2021 klub wycofał się z Ligi Mistrzów AFC, a niedługo później został rozwiązany.

## Poprzednie nazwy
- 1958-1993: Jiangsu Provincial Team 江苏省代表队
- 1994-1995: Jiangsu Maint 江苏迈特
- 1995: Jiangsu FC 江苏队
- 1996-2000: Jiangsu Jiajia 江苏加佳
- 2000-2016: Jiangsu Sainty FC 江苏舜天
- 2016–2021: Jiangsu Suning FC 江苏苏宁

## Sukcesy

### Ligowe
- Chinese Jia-A League/Chinese Super League

wicemistrzostwo: 2012, 2016
- Chinese Jia B League/China League One

mistrzostwo (2): 1992, 2008
- Chinese Yi League/China League Two

mistrzostwo (1): 1997

### Pucharowe
- Puchar Chin

zwycięstwo (1): 2015
- Superpuchar Chin

zwycięstwo (1): 2013

## Historia
Ranking wszech czasów drużyny:
| Sezon   | 1960 | 1961 | 1962 | 1963 | 1965 | 1973 | 1974 | 1976 | 1977 | 1978 | 1979 | 1980 | 1981 | 1982 | 1983 | 1984 | 1985 | 1986 | 1987 | 1988 | 1989 | 1990 | 1991 | 1992 | 1993 |
| ------- | ---- | ---- | ---- | ---- | ---- | ---- | ---- | ---- | ---- | ---- | ---- | ---- | ---- | ---- | ---- | ---- | ---- | ---- | ---- | ---- | ---- | ---- | ---- | ---- | ---- |
| Dywizja | 1    | 1    | 1    | 1    | 2    | 1    | 1    | 1    | 1    | 1    | 2    | 2    | 2    | 2    | 2    | 2    | 2    | 2    | 1    | 1    | 2    | 2    | 2    | 2    | 2    |
| Pozycja | 19   | 10   | 19   | ?    | 7    | 11   | 21   | 9    | 15   | 14   | 10   | 7    | 12   | 7    | 15   | 7    | ?    | 4    | 13   | 14   | 5    | 5    | 6    | 1    | 3    |

| Sezon   | 1994 | 1995 | 1996 | 1997 | 1998 | 1999 | 2000 | 2001 | 2002 | 2003 | 2004 | 2005 | 2006 | 2007 | 2008 | 2009 | 2010 | 2011 | 2012 | 2013 | 2014 | 2015 |
| ------- | ---- | ---- | ---- | ---- | ---- | ---- | ---- | ---- | ---- | ---- | ---- | ---- | ---- | ---- | ---- | ---- | ---- | ---- | ---- | ---- | ---- | ---- |
| Dywizja | 1    | 2    | 2    | 3    | 2    | 2    | 2    | 2    | 2    | 2    | 2    | 2    | 2    | 2    | 2    | 1    | 1    | 1    | 1    | 1    | 1    | 1    |
| Pozycja | 12   | 7    | 12   | 1    | 4    | 9    | 3    | 5    | 5    | 4    | 6    | 5    | 6    | 3    | 1    | 10   | 11   | 4    | 2    | 13   | 8    | 9    |

Brak rozgrywek w latach: 1959, 1966-1972 i 1975; Jiangsu nie ukończyło rozgrywek w 1964.

## Skład na sezon 2016
| Nr | Poz. | Piłkarz         |
| -- | ---- | --------------- |
| 1  | BR   | Gu Chao         |
| 2  | OB   | Li Ang          |
| 5  | OB   | Zhou Yun        |
| 6  | OB   | Trent Sainsbury |
| 7  | PO   | Ramires         |
| 8  | PO   | Liu Jianye      |
| 9  | NA   | Jô              |
| 10 | PO   | Alex Teixeira   |
| 11 | PO   | Xie Pengfei     |
| 12 | PO   | Zhang Xiaobin   |
| 13 | NA   | Tao Yuan        |
| 14 | NA   | Qu Cheng        |
| 15 | PO   | Cao Kang        |
| 16 | PO   | Sammir          |
| 17 | OB   | Xu Youzhi       |

| Nr | Poz. | Piłkarz         |
| -- | ---- | --------------- |
| 18 | NA   | Zhang Wei       |
| 19 | PO   | Yang Hao        |
| 20 | PO   | Zhang Xinlin    |
| 21 | PO   | Li Zhichao      |
| 22 | PO   | Wu Xi (kapitan) |
| 23 | OB   | Ren Hang        |
| 24 | PO   | Ji Xiang        |
| 25 | BR   | Jiang Hao       |
| 28 | OB   | Yang Xiaotian   |
| 29 | PO   | Yang Jiawei     |
| 30 | BR   | Zhang Sipeng    |
| 32 | OB   | Liu Wei         |
| 33 | NA   | Gu Wenxiang     |
| 34 | PO   | Cao Wen         |
| 40 | NA   | Ge Wei          |

## Trenerzy klubu od 1994
Stan na maj 2016.
| - Liu Pingyu (1994–1995) - Wei Ritun (1996) - Hu Zhigang (1997) - Yang Yumin (1998–1999) - Gu Mingchang (2000) - Željko Banjac (2000) - Łeonid Kołtun (2000–2001) - Boško Antić (2001) - Liu Pingyu (2002) - Łeonid Kołtun (2002–2003) - Chi Shangbin (1 lutego 2004 – 13 lipca 2004) - Łeonid Kołtun (2004) - Wang Baoshan (2005) | - Ma Lin (2006) - Li Hongbin (2006) - Branko Vojinović (2007) - Pei Encai (21 grudnia 2007 – 31 grudnia 2010) - Ján Kocian (1 stycznia 2011 – 5 maja 2011) - Dragomir Okuka (10 maja 2011 – 5 listopada 2013) - Gao Hongbo (8 listopada 2013 – 29 czerwca 2015) - Dan Petrescu (12 lipca 2015 – 2 czerwca 2016) - Tang Jing (3 czerwca 2016 – 30 czerwca 2016) - Choi Yong-soo (1 lipca 2016 – 1 czerwca 2017) - Fabio Capello (11 czerwca 2017 – 28 marca 2018) - Cosmin Olăroiu (28 marca 2018 – 10 lutego 2021) |